# 나카쓰시
나카쓰시(일본어: 中津市)는 일본 오이타현 북서단에 있는 시이다. 예전에는 부젠국에 속했다.
오이타현 내에서는 오이타시, 벳푸시에 이어 인구가 3번째로 많은 도시이다. 조카마치(성시)와 아오노도몬, 라칸지, 후쿠자와 유키치의 옛 집, 나카쓰성 등 문화재나 역사적 건축물이 많고 남부에는 경승지인 야바계곡이 있는 관광도시이다.
옛 부젠국에 해당하기 때문에 후쿠오카현 기타큐슈 지방(기타큐슈시, 유쿠하시시, 부젠시, 지쿠조군, 미야코군 등)과의 관계가 강하고 후쿠오카현의 통근·통학 인구가 매우 많다. 특히 구 고게군 지역이었던 부젠시, 고겐정, 요시토미정은 옛날에는 구 시모게군과 하나의 군이었기 때문에 나카쓰시와 관계가 깊고 경제·문화·생활 면에서 나카쓰시와 하나와 다름없다.
2004년 말에 다이하쓰 차체 주식회사가 나카쓰시 쇼와신덴으로 본사와 공장을 이전한 이후 자동차 관련 공장의 집적이 진행되고 있다.

## 지리
북부는 스오나다(세토 내해)와 접하고 남부의 혼야바케이정, 야바케이정, 야마쿠니정은 대부분이 산간부로 이 지역은 "야바계곡"이라 불리며 경승지로 유명하다. 동부에서 우사시까지는 광범위하게 논이 펼쳐져 현내 최대 규모의 농업 지대이다. 야바계곡·하치멘산 기슭의 야마쿠니강 유역에는 현내 최대 규모의 평야인 나카쓰평야가 펼쳐진다.

### 기후
세토 내해식 기후로 온난하고 연 강수량도 규슈 지방에서는 적은 지역이다.
| 나카쓰시의 기후                                              | 나카쓰시의 기후 | 나카쓰시의 기후 | 나카쓰시의 기후 | 나카쓰시의 기후 | 나카쓰시의 기후 | 나카쓰시의 기후 | 나카쓰시의 기후 | 나카쓰시의 기후 | 나카쓰시의 기후 | 나카쓰시의 기후 | 나카쓰시의 기후 | 나카쓰시의 기후 | 나카쓰시의 기후 |
| 월                                                           | 1월             | 2월             | 3월             | 4월             | 5월             | 6월             | 7월             | 8월             | 9월             | 10월            | 11월            | 12월            | 연간            |
| ------------------------------------------------------------ | --------------- | --------------- | --------------- | --------------- | --------------- | --------------- | --------------- | --------------- | --------------- | --------------- | --------------- | --------------- | --------------- |
| 역대 최고 기온 °C (°F)                                       | 19.4 (66.9)     | 23.8 (74.8)     | 24.5 (76.1)     | 29.7 (85.5)     | 31.0 (87.8)     | 36.1 (97.0)     | 37.9 (100.2)    | 36.8 (98.2)     | 34.1 (93.4)     | 31.7 (89.1)     | 27.9 (82.2)     | 25.7 (78.3)     | 37.9 (100.2)    |
| 일평균 최고 기온 °C (°F)                                     | 9.7 (49.5)      | 10.2 (50.4)     | 14.2 (57.6)     | 19.0 (66.2)     | 24.0 (75.2)     | 26.1 (79.0)     | 30.4 (86.7)     | 32.0 (89.6)     | 27.5 (81.5)     | 22.6 (72.7)     | 17.5 (63.5)     | 11.5 (52.7)     | 20.4 (68.7)     |
| 일일 평균 기온 °C (°F)                                       | 5.8 (42.4)      | 6.1 (43.0)      | 9.7 (49.5)      | 14.2 (57.6)     | 19.2 (66.6)     | 22.4 (72.3)     | 26.7 (80.1)     | 27.9 (82.2)     | 23.7 (74.7)     | 18.6 (65.5)     | 13.2 (55.8)     | 7.5 (45.5)      | 16.2 (61.3)     |
| 일평균 최저 기온 °C (°F)                                     | 2.0 (35.6)      | 2.1 (35.8)      | 5.2 (41.4)      | 9.3 (48.7)      | 14.4 (57.9)     | 19.3 (66.7)     | 23.7 (74.7)     | 24.5 (76.1)     | 20.5 (68.9)     | 14.8 (58.6)     | 9.0 (48.2)      | 3.7 (38.7)      | 12.4 (54.3)     |
| 역대 최저 기온 °C (°F)                                       | −5.5 (22.1)     | −4.4 (24.1)     | −1.8 (28.8)     | 0.6 (33.1)      | 6.3 (43.3)      | 12.8 (55.0)     | 17.3 (63.1)     | 18.0 (64.4)     | 13.1 (55.6)     | 7.3 (45.1)      | 0.4 (32.7)      | −2.2 (28.0)     | −5.5 (22.1)     |
| 평균 강수량 mm (인치)                                        | 56.2 (2.21)     | 70.2 (2.76)     | 88.5 (3.48)     | 98.3 (3.87)     | 102.6 (4.04)    | 289.5 (11.40)   | 302.8 (11.92)   | 146.0 (5.75)    | 178.8 (7.04)    | 133.0 (5.24)    | 61.6 (2.43)     | 59.1 (2.33)     | 1,574.1 (61.97) |
| 평균 강수일수 (≥ 1.0 mm)                                     | 5.7             | 8.6             | 8.3             | 9.1             | 7.1             | 12.2            | 10.9            | 8.8             | 9.6             | 7.5             | 7.2             | 7.5             | 102.5           |
| 평균 월간 일조시간                                           | 139.3           | 136.1           | 189.3           | 198.5           | 219.9           | 131.5           | 174.3           | 215.3           | 146.3           | 169.7           | 144.0           | 126.2           | 2,005           |
| 출처: 일본 기상청 (평년값: 2011년~2020년, 극값: 2011년~현재) |                 |                 |                 |                 |                 |                 |                 |                 |                 |                 |                 |                 |                 |

### 인접하는 자치체
- 오이타현
  - 우사시
  - 히타시
  - 구스정
- 후쿠오카현
  - 부젠시
  - 요시토미정
  - 고게정
  - 지쿠조정
  - 미야코정
  - 소에다정

## 역사

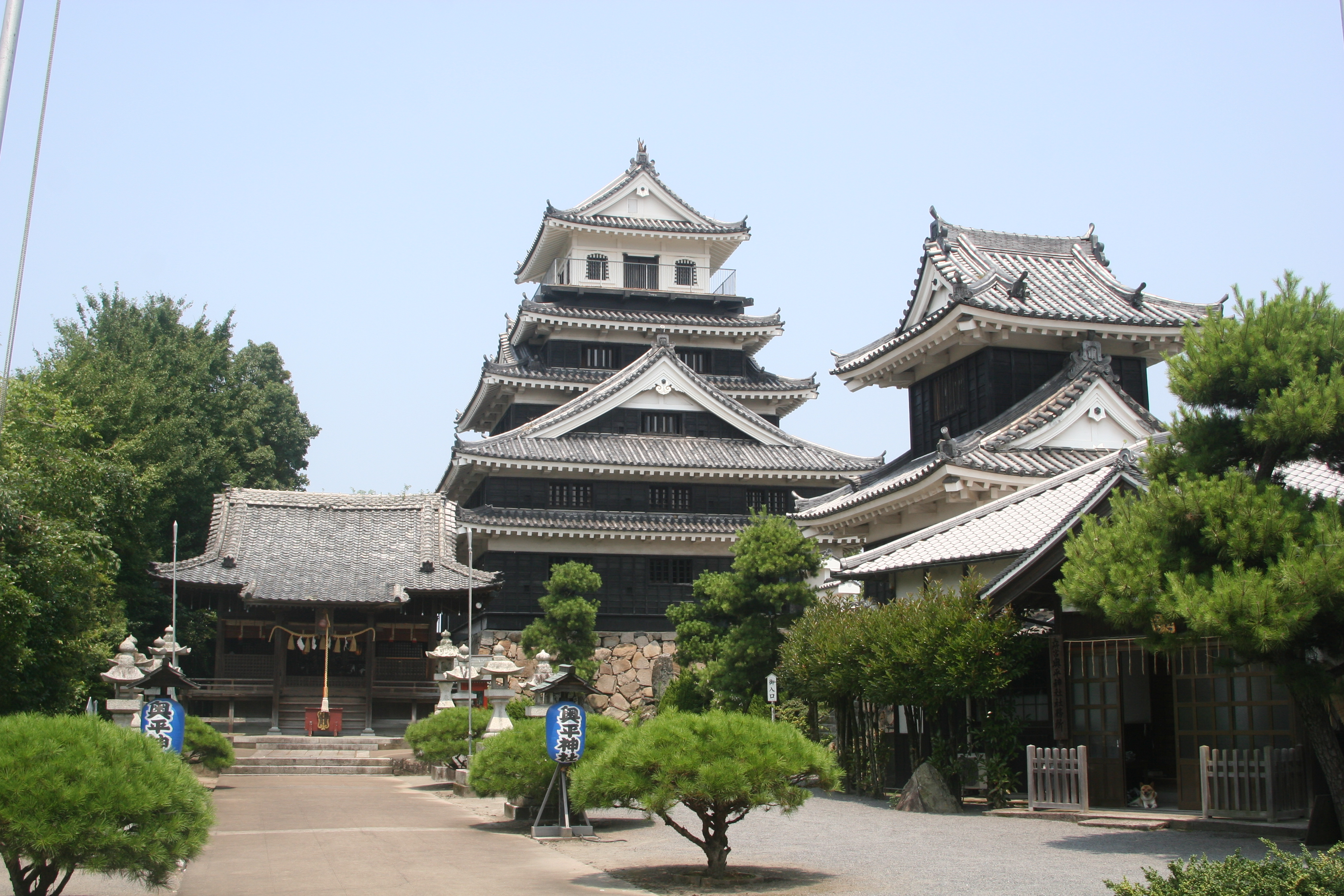
나카쓰성

성시(조카마치)로서의 역사는 1587년에 구로다 요시타카가 도요토미 히데요시로부터 부젠 6군의 16만 석을 받은 후에 거점을 야마쿠니강 하구로 옮겨 나카쓰성을 축성하면서 시작되었다. 시가지가 거의 완성된 것은 1600년대 중순으로 여겨진다. 성주는 훗날 호소카와씨·오가사와라씨를 거쳐 1717년에 오쿠다이라씨가 입봉해 메이지 유신을 맞이하게 된다.
1876년에 나카쓰 지청이 설치되어 오이타현 북부의 중심지로 그 중요성을 띠게 되었다. 근대 공업의 시작은 1879년부터 1880년에 걸쳐 공장이 설치된 것이 최초로 여겨지고 1890년대에는 섬유 공업이 집적하게 되었다. 1944년의 고베 제강소 진출은 제2차 세계 대전 이후 중공업 발전의 계기가 되었고 1970년경까지는 철강업과 위생 도기 제조가 특히 번성했다. 1970년대 후반부터는 자동차 관련 공장의 진출이 중심이 되어 1984년에는 "도요노쿠니 테크노폴리스"의 중심 도시로 지정되었다.
- 1888년 - 정으로 승격하였다.
- 1929년 4월 20일 - 오이타현의 3번째 시로 승격하였다.
- 1943년 - 쓰루이촌, 오하타촌, 조스이촌을 편입하였다.
- 1951년 - 미호촌을 편입하였다.
- 1954년 - 와다촌을 편입하였다.
- 1955년 - 이마즈정을 편입하였다.
- 2005년 3월 1일 - 시모게군(산코촌, 혼야바케이정, 야바케이정, 야마쿠니정)을 편입하였다.

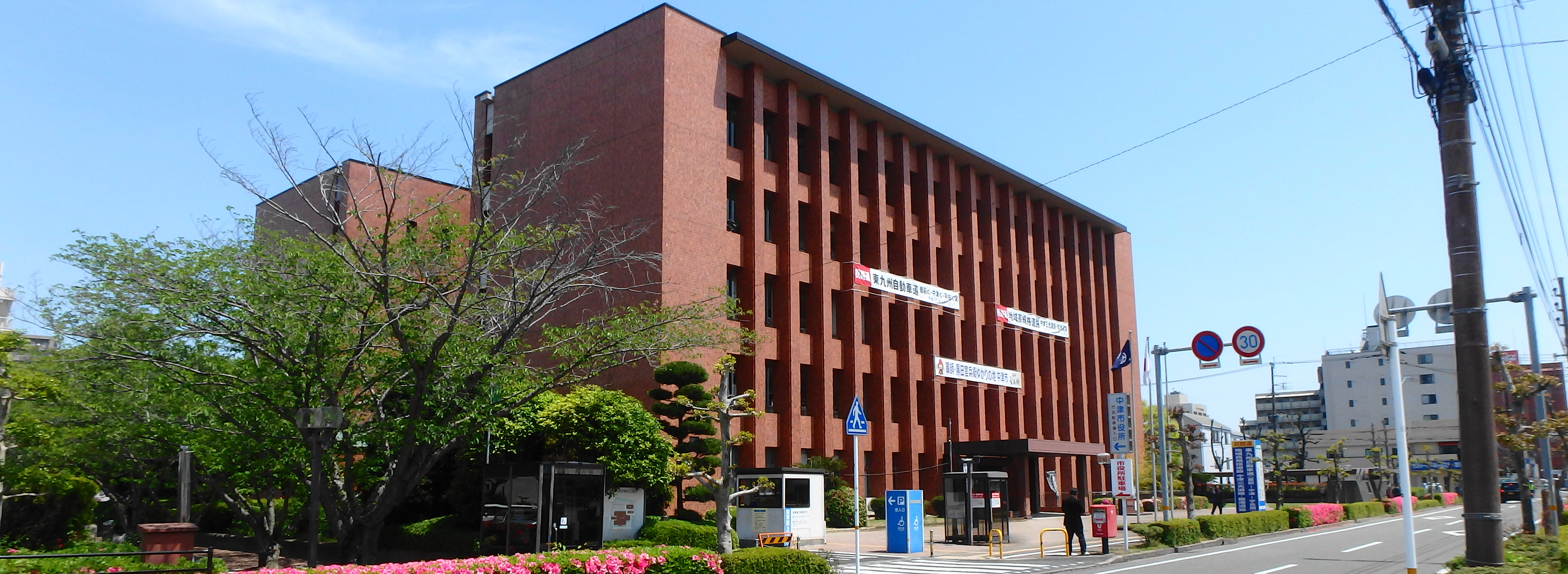
나카쓰시청

## 교통

### 철도
- 규슈 여객철도 닛포 본선

### 도로
- 국도 10호선
- 국도 212호선
- 국도 213호선
- 국도 496호선
- 국도 500호선

## 인구
| 연도                          | 인구    | ±%     |
| ----------------------------- | ------- | ------ |
| 1920                          | 70,768  | —      |
| 1925                          | 74,511  | +5.3%  |
| 1930                          | 76,036  | +2.0%  |
| 1935                          | 77,704  | +2.2%  |
| 1940                          | 77,121  | −0.8%  |
| 1945                          | 102,490 | +32.9% |
| 1950                          | 101,947 | −0.5%  |
| 1955                          | 103,277 | +1.3%  |
| 1960                          | 95,464  | −7.6%  |
| 1965                          | 87,711  | −8.1%  |
| 1970                          | 83,262  | −5.1%  |
| 1975                          | 82,169  | −1.3%  |
| 1980                          | 85,963  | +4.6%  |
| 1985                          | 87,736  | +2.1%  |
| 1990                          | 86,965  | −0.9%  |
| 1995                          | 86,679  | −0.3%  |
| 2000                          | 85,617  | −1.2%  |
| 2005                          | 84,368  | −1.5%  |
| 2010                          | 84,324  | −0.1%  |
| 2015                          | 83,965  | −0.4%  |
| 2020                          | 82,863  | −1.3%  |
| Nakatsu population statistics |         |        |

## 같이 보기
- 나카쓰번